# Steven Croes
Steven John Croes (Curaçao, 13 januari 1980) is een Curaçaos politicus. Hij was minister van Onderwijs, Wetenschap, Cultuur en Sport in het kabinet-Rhuggenaath.
Croes is geboren en getogen op Curaçao en behaalde het HAVO-diploma aan het Radulphus College in Willemstad. Vervolgens studeerde hij international management aan de International School of Economics in Rotterdam. Zijn carrière in de financiële dienstverlening startte hij bij Citco Funds Services (2006-2012) in Amsterdam. Hierna keerde hij terug naar Curaçao en was laatstelijk werkzaam bij Citco Banking Corporation.
In 2019 sluit Croes zich aan bij de PAR en is actief in verschillende commissies van de partij. In november 2020, slechts 4 maanden voor de volgende statenverkiezingen, werd hij door de partij voorgedragen als minister van Onderwijs, Wetenschap, Cultuur en Sport. Sedert het opstappen van Marilyn Alcalá-Wallé eind januari 2020 was de post vacant en werd deze waargenomen door premier Rhuggenaath. Croes diende van 30 november 2020 tot 14 juni 2021 als minister van Onderwijs, Wetenschap, Cultuur en Sport. Nadat Rhuggenaath voor zijn statenzetel had bedankt werd hij op 18 mei 2021 beëdigd als lid van de Staten van Curaçao. Eind 2021 werd hij lid van het partijbestuur van de PAR.